# Eurowings Europe
Eurowings Europe est une compagnie aérienne à bas coûts. Elle est la filiale autrichienne de la compagnie aérienne allemande Eurowings. Elle fait partie du groupe Lufthansa.

## Histoire
Le premier vol d'Eurowings Europe a eu lieu le 23 juin 2016 entre sa base de Vienne et Alicante une semaine après avoir obtenu sa certification de transporteur aérien auprès des autorités autrichiennes de l'aviation civile.
En octobre 2019, Eurowings Europe prend le relais de Germanwings à Pristina où elle possède une base.

## Flotte
Eurowings Europe exploite une flotte d'Airbus de la famille A320.
| Type        | En service | Commandes | Remarques |
| ----------- | ---------- | --------- | --------- |
| Airbus A319 | 9          | —         |           |
| Airbus A320 | 6          | —         |           |
| Total       | 15         | —         |           |